# گروس برسن
گروس برسن (به آلمانی: Groß Berßen) یک شهر در آلمان است که در امسلاند واقع شده‌است. گروس برسن ۶۸۸ نفر جمعیت دارد.